# 李庆伟 (1920年)
李庆伟（1920年—1994年10月18日），男，直隶（今河北省）邢台人，中华人民共和国政治人物。曾任陕西省人民政府省长，国务院发展研究中心副主任等职。

## 生平
李庆伟1937年加入中国共产党。早年一直在家乡任职；曾出任邢台市市长等职。
中华人民共和国建国后，他到河南工作；并曾历任中共许昌地委书记，河南省供销社主任，河南省人民政府秘书长，中共河南省委常委、副省长，中共河南省委书记（当时设有第一书记）等职。1983年2月，李庆伟当选陕西省人民政府省长；1986年12月11日辞职。后又曾出任，国务院经济技术社会发展研究中心副总干事，国务院发展研究中心副主任等职。